# ミルフィーユ (曲)
「ミルフィーユ」（mille-feuille）は、東京女子流の21枚目のシングル。2016年11月30日にavex traxから発売された。

## 概要
前作「深海」から3ヶ月ぶりの2016年第2弾シングル。
タイトル曲「ミルフィーユ」は、タイトルのモチーフとなったフランス菓子から『メンバーの心が重なるさま』を描いており、サウンド面でもトラックにフューチャーベースを取り入れ、新たな方向へのアプローチを試みている。

## 収録内容
Type-A･B
1. 「ミルフィーユ」（=TGS61） – 4:05
作詞：カミカオル / 作曲：小田桐ゆうき、Hi-ra / 編曲：Hi-ra
2. 「Partition Love -MODEWARP Mix-」 – 7:13
リミックス：松井寛、木村コウ、Kazuaki Noguchi
3. 「ミルフィーユ（Instrumental）」
4. 「Partition Love -MODEWARP Mix-（Instrumental）」

Type-C
1. 「ミルフィーユ」
2. 「Partition Love -MODEWARP Mix-」
3. 「ミルフィーユ -Royal Mirrorball Mix-」 – 4:38
リミックス：松井寛
4. 「ミルフィーユ（Instrumental）」
5. 「Partition Love -MODEWARP Mix-（Instrumental）」

DVD（Type-Aのみ）
- 「"ミルフィーユ" Making Movie」